# The Bard's Tale (videojuego de 2004)
The Bard's Tale es un juego de rol de acción desarrollado y publicado por inXile Entertainment en 2004 y distribuido por Vivendi Universal Games en Norteamérica y Ubisoft en Europa. Originalmente, el juego iba a ser distribuido por Acclaim Entertainment allí, hasta que se declaró en quiebra. El juego se comercializó como una parodia humorística de los videojuegos de rol de fantasía. No es ni un remake ni una secuela de Tales of the Unknown, Volume I: The Bard's Tale (1985) de Interplay Productions.
The Bard's Tale se lanzó para PlayStation 2 y Xbox en octubre de 2004, y para Microsoft Windows en junio de 2005. El juego se relanzó en Steam en diciembre de 2009. Se lanzó una versión universal para iOS en diciembre de 2011 para iPhone y iPad junto con la versión para Android. La versión para BlackBerry PlayBook se lanzó en septiembre de 2012. En junio de 2013, el juego también se trasladó a Ouya con compatibilidad total con el controlador.
El juego fue remasterizado en 2020 y lanzado bajo el título The Bard's Tale ARPG: Remastered and Resnarkled.

## Jugabilidad
A diferencia de la vista en primera persona por turnos de los juegos clásicos de Bard's Tale, el juego se desarrolla en un entorno 3D en el cual el jugador observa al único personaje controlable desde un punto de vista superior. Se describe mejor como un juego de acción y aventuras que como un videojuego de rol tradicional (es decir, no hay clases de personajes ni gestión de inventario).
El personaje del jugador, The Bard, tiene magia y armas a su disposición para completar la tarea. Cuanto más logre el jugador, mejores serán sus habilidades. La apariencia y la jugabilidad son muy similares a las de la serie Baldur's Gate: Dark Alliance, que comparte el mismo motor gráfico.
El diálogo del juego utiliza un sistema de «ser sarcástico o amable» que permite al jugador cambiar el resultado de muchas situaciones al decidir cómo quiere responder. El jugador no sabe exactamente lo que dirá El Bardo, pero debe elegir entre dos botones etiquetados. Algunas opciones, como ser sarcástico con el perro al principio del juego, tienen consecuencias que perduran en el juego. La primera decisión es si ser amable o sarcástico con la camarera en La rata borracha. Ser amable con ella le da la impresión de que El Bardo es un caballero y lo deja en paz, mientras que ser sarcástico garantiza que El Bardo pasará la noche con ella.

## Trama
Aunque en los primeros materiales promocionales se promocionaba como una nueva versión de la clásica serie Bard's Tale, inXile Entertainment nunca tuvo ningún derecho sobre las marcas registradas de la serie original de Bard's Tale; esos derechos siguen siendo propiedad de Electronic Arts. Esto significa que inXile no tenía permitido legalmente utilizar ninguna de las tramas, personajes o lugares que aparecían en la trilogía original. Sin embargo, sí existen alusiones al Bard's Tale original en el juego. La ciudad en la que se encuentra la torre de Fionnaoch, Dounby, está a solo unos kilómetros de las ruinas de Skara Brae en el mundo real, donde se desarrolla la trilogía original. Las versiones para PC, Android e iOS de The Bard's Tale vienen incluidas con la trilogía original de Bard's Tale.
La trama involucra a «un músico y aventurero sardónico y oportunista, impulsado por intereses carnales en lugar de nobles. El Bardo, a quien nunca se identifica con un nombre específico ni se lo llama de otra manera que "El Bardo", no está interesado en salvar el mundo; sus humildes motivaciones son estrictamente "dinero y escote"». Su búsqueda es narrada por un hombre burlón y parcial (interpretado por Tony Jay) que no lo soporta. Muchos de los nombres y personajes están influenciados por la mitología celta y las historias de las Islas Orcadas. (La mayoría de los nombres de los lugares son ubicaciones reales en las Islas Orcadas, incluidos Kirkwall, Dounby, Finstown, Houton y Stromness. Algunas áreas opcionales son lugares en Irlanda, incluidos Dún Ailinne, Ardagh, Carrowmore, Emain Macha y Tara).
El Bardo (con la voz de Cary Elwes) termina siendo reclutado por una secta para ayudar a liberar a una princesa llamada Caleigh. Como resultado de esto, El Bardo se encuentra siendo atacado por una variedad de fanáticos de un culto similar a los druidas, enviados para acabar con él por un ser llamado Fionnaoch. En el camino para completar su misión, el antihéroe no tan valiente tendrá que superar los desafíos verdaderamente aterradores de tres guardianes monstruosos, cadáveres que bailan break dance, duendes espontáneamente melodiosos, un gigante y una rata que escupe fuego.
Finalmente, se revela que El Bardo es solo otro en una larga lista de «Elegidos», muchos de los cuales encuentra muertos en su camino. Se revela que Caleigh en realidad es un demonio que ha tentado a la gente para que la libere durante años con la suposición de que eventualmente alguien lo lograría. Si El Bardo libera a Caleigh, ella le concede todos los deseos de su corazón mientras destruye el mundo. Si mata a Caleigh, El Bardo regresará al camino en busca de la próxima camarera. Como alternativa, puede negarse a luchar contra el líder druida o Caleigh, lo que permitiría que los no muertos invadan el mundo, una situación con la que se siente satisfecho, ya que son buenos compañeros de bar.

## Recepción
Las versiones de PlayStation 2, Xbox e iOS recibieron críticas «favorables», mientras que la versión para PC recibió críticas «medias», de acuerdo con el sitio web agregador de reseñas Metacritic. The A.V. Club le dio a la versión de iOS una puntuación de B+, aclamando la narración de Tony Jay «cuya incredulidad y exasperación con casi todo en el juego es un cálido deleite». Detroit Free Press le otorgó a la versión de Xbox tres estrellas de cuatro y opinó que fue «uno de los pocos juegos que es francamente divertido, y hubo momentos honestos de risa a carcajadas esparcidos por todo él que me mantuvieron jugando». The Sydney Morning Herald le dio a la versión de PlayStation 2 una puntuación de tres estrellas y media de cinco: «La historia y el diálogo nunca dejan de entretener. Los objetivos incluyen rescatar prisioneros, matar espantapájaros temibles y jugar a Cupido. Pero, aunque los desarrolladores la quieran ridiculizar, la acción sigue siendo convencional».
Durante la octava edición anual de los Interactive Achievement Awards, la Academy of Interactive Arts & Sciences nominó a The Bard's Tale como «Juego de rol de consola del año» y «Actuación de personaje sobresaliente - Masculino» por la interpretación vocal de Cary Elwes del Bardo.